# Dinotrux
Dinotrux est une série télévisée d'animation américaine en 78 épisodes de 23 minutes, créée par David Kidd et Ron Burch (en) et diffusée entre le 14 août 2015 et le 3 août 2018 via le réseau de streaming Netflix.
En France, Dinotrux est également diffusée depuis le 29 août 2016 sur Gulli et dès le 21 octobre 2017 sur TiJi. En Belgique, la série est diffusée depuis décembre 2017 sur OUFtivi.

## Synopsis
Un monde préhistorique, situé dans l'ère Mésozoïque, est peuplé par des véhicules hybrides de robots de chantiers en forme de dinosaures, appelés Dinotrux et par des reptiles hybrides appelés Reptoutils. Deux meilleurs amis, Tim-Rux, un Tyrannosaurus Trux et Zoutil, un Reptoutil, doivent faire équipe avec d'autres habitants pour défendre leur communauté et leur travail contre un Tyrannosaurus Trux, nommé D-Strux, qui menace leur pacifique "garage".

## Fiche technique
- Titre original et français : Dinotrux
- Création : David Kidd et Ron Burch (en)
- Réalisation : Donna Brockopp, Michael Mullen et Dan Riba
- Scénario : Steven Altiere, Luke Giordano, Jeremy Shipp, David Kidd et Ron Burch
- Direction artistique : Zoë Evamy
- Musique : Jake Monaco
- Casting : Ania Kamieniecki-O'Hare, Shelley Ann Taylor et Tanya Taylor
- Production déléguée : Jeff DeGrandis (en), David Kidd et Ron Burch
- Production exécutive : Elin Anderson et Carter Malouf
- Société de production : DreamWorks Animation Television
- Pays d'origine :  États-Unis
- Langue originale : anglais
- Genre : série d'animation, comédie
- Durée : 23 minutes

## Distribution
- Andrew Francis (VF : Fabrice Josso) : Tim Rux
- Richard Ian Cox (VF : Hervé Rey) : Zoutil
- Matt Hill (VF : Serge Faliu) : Ton-Ton
- Ashleigh Ball (VF : Ariane Deviègue) : Skya
- Brian Drummond (VF : Thierry Desroses) : Dozer
- Trevor Devall (VF : Cyrille Monge) : Débrice
- Paul Dobson (VF : Frédéric Popovic) : D-Strux
- Fred Ewanuick (VF : Pierre Tessier) : Click-Clack
- Cree Summer (VF : Laurence Dourlens) : Cléa
- Doron Bell (en) (VF : Jérôme Pauwels) : Waldo
- Trevor Devall (VF : Bertrand Liebert) : Férouille
- Brian Drummond (VF : Patrick Béthune) : George

- Version française :
  - Société de doublage : TVS[5]
  - Direction artistique : Catherine Brot[5]

 Source et légende : version française (VF) sur RS Doublage

## Production
Dinotrux est basée sur une série de livres pour enfants, écrite par Chris Gall. En mars 2009, DreamWorks Animation annonce l'obtention des droits d'utilisation de Dinotrux, un mois avant la publication du premier livre, avec l'intention initiale de développer un film en images de synthèse.

## Épisodes

### Première saison (2015)
L'intégralité de la première saison est sortie le 14 août 2015.
1. Tim et Zoutil (Ty and Revvit)
2. Ferrodactyles (Scrapadactyls)
3. Le Garage (Garage)
4. Ferraillosaures (Scraptors)
5. Le Gouffre (Pit)
6. Débrice (Garby)
7. L'Expédition (Desert)
8. Tortoutils (Tortools)
9. Tempête de sable (Sandstorm)
10. Le Faux ravin (Fake Ravine)

### Deuxième saison (2016)
L'intégralité de la seconde saison est sortie le 11 mars 2016.
1. Du nouveau (New Tail)
2. Xagos (Ottos)
3. La Nuit (Night)
4. Roulosaures (Rollodons)
5. La Forteresse (Lair)
6. Le Bélier (Battering Ram)
7. Le Circuit (Racetrack)
8. Gluphosaures (Gluphosaurs)
9. Boyauconstrictors (Towaconstrictors)
10. Ferraillosaures du désert (Desert Scraptors)
11. L'Eau (Water)
12. Le Vent (Wind)
13. La Foudre (Lightning)

### Troisième saison (2016)
L'intégralité de la troisième saison est sortie le 7 octobre 2016.
1. Le Raccourci (Slide)
2. Forosaures (Drillasaurs)
3. Le Volcan (Volcano)
4. Sciemétrodon (Sawmetradon)
5. Vitesse (Speed)
6. Silex (Flynt)
7. Ailes (Wings)
8. Taptoutils (Slamtools)
9. Blayde (Blayde)
10. Bataille (Battle)
11. Cimentosaures (Cementasaurs)
12. Les Œufs (Eggs)
13. Pilonneur (Pounder)
14. Electarachnides (Shockarachnids)
15. Épouvantrux (Scaretrux)
16. La Montagne magnétique (Magnet Mountain)

### Quatrième saison (2017)
L'intégralité de la quatrième saison est sortie le 31 mars 2017.
1. Ptéracoptères (Pteracopters)
2. Snowbella (Snowblazer)
3. Piquetoutils (Picktools)
4. Ton-Ton et Ferrouille (Ton-Ton & Skrap It)
5. Gang Debrice (Garby's Gang)
6. Pince-ogrenages (Gearwigs)
7. Le Pont (Bridge)

### Cinquième saison (2017)
L'intégralité de la cinquième saison est sortie le 18 août 2017.
1. Imposteurs (Imposters)
2. Aquasaures (Aquadons)
3. Le Retour (The Return)
4. Récup'outils (Junktools)
5. Effraye-Trux, première partie (Dreadtrux: Part. 1)
6. Effraye-Trux, deuxième partie (Dreadtrux: Part. 2)

### Sixième saison (2017)
L'intégralité de la sixième saison, aussi nommée Dinotrux Superboostés (Dinotrux Supercharged), est sortie le 10 novembre 2017.
1. Superboosteurs (Superchargers)
2. Super Ferraillosaures (Super Scraptors)
3. L'Embout diamant (Diamond Bit)
4. Tireur d'élite (Shootout)
5. Bas régime (Downshift)
6. Xee (Xee)

### Septième saison (2018)
L'intégralité de la septième saison, aussi nommée Dinotrux Superboostés (Dinotrux Supercharged), est sortie le 23 mars 2018.
1. D-Stroy (D-Stroy)
2. La Piste de l'enfer (Doom Run)
3. Truxor (Goldtrux)
4. Escalade (Cliffhanger)
5. Dozermagnétique (Magnodozer)
6. Soulèvosaures (Liftasaurs)
7. Mauvaises constructions (Bad Build)

### Huitième saison (2018)
L'intégralité de la huitième et dernière saison, aussi nommée Dinotrux Superboostés (Dinotrux Supercharged), est sortie le 3 août 2018.
1. Les Résistants (Renegades)
2. Ferraillodons (Dyscrapadons)
3. Doublures (Opposites)
4. Centiperces (Drillipedes)
5. La Répare-mobile (Part Kart)
6. Excavacrabe (Crabcavator)
7. Les Jeux des Ankilobennes (Anklyodump Games)
8. Apprenti ferrouilleur (Scraptool Apprentice)
9. Trux muets (Silent Trux)
10. Déchiquetodon (Shredadon)
11. P'tit-effraye (Lil' Dread)
12. La Chasse au minerai (Ore Hunt)
13. Tim versus D-Stru (Ty vs. D-Structs)

## Produits dérivés
Depuis 2015, la société américaine Mattel commercialise une ligne de jouets basée sur la série. En juin 2016, un jeu mobile, nommé Dinotrux : C'est parti pour un Trux ! (Dinotrux: Trux It Up!) est commercialisé sur Android et iOS,. Le jeu permet d'utiliser quatre Dinotrux pour qu'ils travaillent ensemble afin de créer le logo de la série, à l'instar du générique de celle-ci.

## Récompenses et nominations
| Année                                                            | Récompense | Catégorie | Récipiendaire | Résultat |
| ---------------------------------------------------------------- | --- | --- | ------------- | -------- |
| 2016                                                             | | |               |          |
| 43e cérémonie des Daytime Emmy Awards,                           | Meilleur accomplissement individuel en animation | Chad Weatherford (character designer)                                                                               | Lauréat       |          |
| 43e cérémonie des Daytime Emmy Awards,                           | Meilleur montage son - Animation | Devon Bowman, Vincent Guisetti, Rob McIntyre, Shawn Bohonos, Jessey Drake, Andrew Ing, Marc Schmidt et Aran Tanchum | Nomination    |          |
| 43e cérémonie des Daytime Emmy Awards,                           | Meilleur mixage audio - Animation | Devon Bowman, D.J. Lynch, Rob McIntyre et Aran Tanchum                                                              | Nomination    |          |
| 2017                                                             | | |               |          |
| 44e cérémonie des Daytime Emmy Awards,                           | | |               |          |
| Meilleur montage son - Programme d'animation préscolaire         | Devon Bowman, Rob McIntyre, Andrew Ing, D.J. Lynch, Marc Schmidt, Alfredo Douglas, Roberto Dominguez Alegria, Monique Reymond et Shawn Bohonos                                | Lauréat |               |          |
| Meilleur mixage audio - Programme d'animation préscolaire        | Devon Bowman, Alexander Hall, D.J. Lynch, Rob McIntyre et Roberto Dominguez Alegria                                                                                           | Nomination |               |          |
| 2018                                                             | | Nomination |               |          |
| Leo Awards                                                       | | Nomination |               |          |
| Meilleure performance dans une émission ou une série d'animation | Heather Doerksen pour l'épisode Snowbella | Nomination |               |          |
| 45e cérémonie des Daytime Emmy Awards                            | | |               |          |
| Meilleur montage son - Programme d'animation préscolaire         | Devon Bowman, Alexander Hall, Rob McIntyre, Alfredo Douglas, Andrew Ing, D.J. Lynch, Roger Pallan, Shawn Bohonos, Roberto Dominguez Alegria, Monique Reymond et George Peters | Lauréat |               |          |
| Meilleur mixage audio - Programme d'animation préscolaire        | D.J. Lynch, Devon Bowman, Rob McIntyre, George Peters et Roberto Dominguez Alegria                                                                                            | Lauréat |               |          |